# Zeebruggei rajtaütés
A zeebruggei rajtaütés, amelyre 1918. április 23-án került sor, a brit Királyi Haditengerészet kísérlete volt arra, hogy semlegesítsék a német kézen lévő belga Zeebrugge kikötőjét. A kikötőt a német haditengerészet használta tengeralattjáró-támaszpontként, és ezzel komoly fenyegetést jelentett a szövetséges haditengerészetre, illetve az első világháborús nyugati fronton harcoló csapatok ellátmányát szállító kereskedelmi hajókra.

## Előzményei
A zeebruggei kikötő elleni rajtaütés ötletét először 1917-ben Sir John Jellicoe brit flottaadmirális javasolta, de a támadást addig nem engedélyezte a brit admiralitás, amíg Sir Roger Keyes ellentengernagy ki nem dolgozta a kikötő blokádjának terveit, amely jelentősen megnehezítette volna a német hadihajóknak és tengeralattjáróknak a kikötő használatát. A rajtaütés terveit 1918. februárban hagyta jóvá a brit admiralitás és két hónappal később 75 hadihajó állt készen a támadás kivitelezésére.

## A rajtaütés
A rajtaütés egy elterelő támadással kezdődött, amit a HMS Vindictive brit cirkáló indított a kb. 1,5 km hosszú zeebruggei hullámtörő gát ellen. Ebben a támadásban részt vett még két, korábban a Mersey folyón szolgáló komphajó, a HMS Daffodil, illetve a HMS Iris II. A három hajót két brit tengeralattjáró kísérte, amelyeket robbanóanyaggal töltöttek meg és feladatuk a hullámtörőt a parttal összekötő viadukt megsemmisítése volt.
A HMS Vindictive feladata volt, hogy 200 tengerészgyalogost partra szállítson a bruggei csatorna bejáratánál. Azonban a támadás megkezdése előtt a szélirány megváltozott és a cirkáló mozgását leplező füstfüggöny hatástalannak bizonyult. A tengerészgyalogosok feladata lett volna, hogy megsemmisítsék a csatorna bejáratánál felállított német partvédelmi ütegeket, de az álcázás hiánya miatt rögtön tűz alá vették őket a partról és súlyos veszteségeket szenvedtek. A partvédelmi ütegek tüze miatt a HMS Vindictive nem tudta elérni a számára kijelölt pozíciót és emiatt a tengerészgyalogosokat sem tudta támogatni fedélzeti fegyvereivel. Végül az eredeti terv alapján a HMS C3 tengeralattjáró, amelynek parancsnoka R. D. Sandford sorhajóhadnagy volt, felrobbantotta a viaduktot. Ezért a tettéért Sandford a legmagasabb brit katonai kitüntetést, a Viktória-keresztet kapta.
A terv leglényegesebb pontja lett volna három kiöregedett cirkáló elsüllyesztése a zeebruggei kikötő kijáratánál, amely megakadályozta volna a kikötői forgalmat, a ki- és behajózást. Azonban az első, elterelő támadás sikertelensége miatt a blokád három hajóját, a HMS Thetis, HMS Intrepid és HMS Iphigenia is tűz alá vették a német ütegek. A tüzelés miatt a három, betonnal töltött hajó közül a Thetis nem érte el a kikötő bejáratát, egy víz alatti homokpadba ütközött és az oldalára fordult. A két másik hajót azonban a csatorna legkeskenyebb pontján sikerült elsüllyeszteni.

## Következmények
Az elterelő támadás sikertelenségének következtében nem sikerült a megfelelő pozícióba állítani a blokád hajóit és a legmegfelelőbb ponton elsüllyeszteni azokat, ezért a rajtaütést követően csak pár napig volt használhatatlan a kikötő. A németek a hajózócsatorna nyugati partján eltávolítottak két mólót és egy új csatornát vágtak a kikötő homokos aljába, közel a blokád hajóihoz. Magas vízállásnál gond nélkül tudtak kihajózni a német tengeralattjárók a kikötőből.
Ennek ellenére a szövetségesek propagandája jelentős győzelemként könyvelte el a zeebruggei rajtaütést és összesen nyolc Viktória-keresztet osztottak ki a támadásban részt vevők között. A támadásban részt vevő 1700 fő közül 300 megsebesült, 200 meghalt. A halottak között volt Frank Arthur Brock brit parancsnok, aki a füstfüggöny fejlesztésének tervét kidolgozta és aki ezt a műveletet irányította.